# Cimetière est du complexe funéraire de Khéops

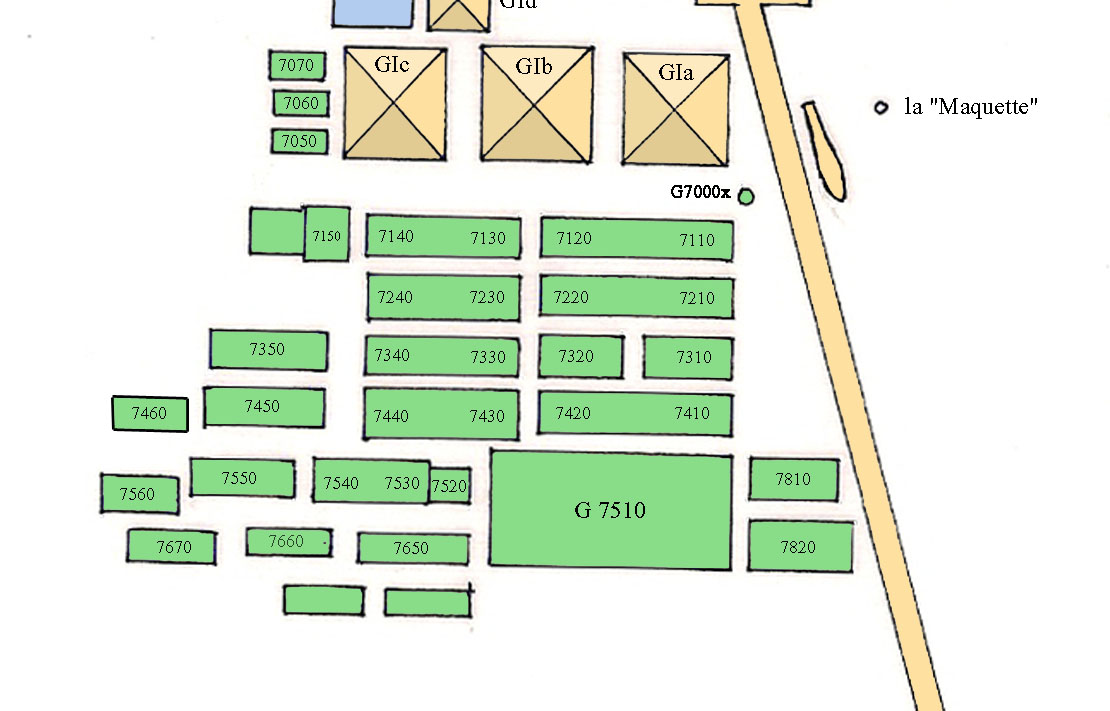
Plan du cimetière est

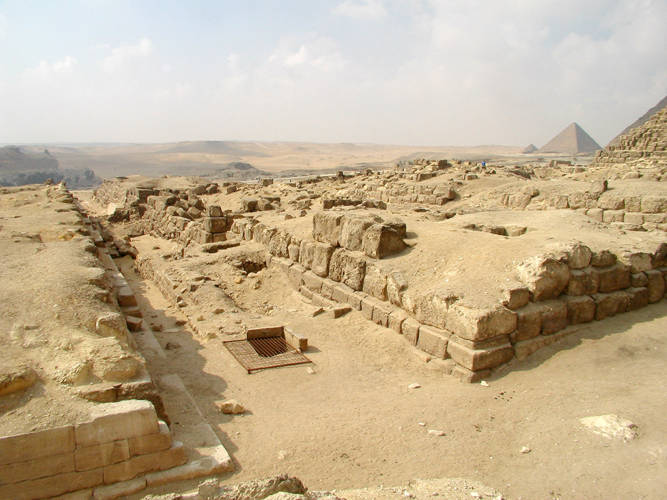
Mastabas de la nécropole est du complexe de Khéops

Le cimetière est tire son nom de son emplacement par rapport à la pyramide de Khéops : les tombes sont situées du côté est de la pyramide.
Ce cimetière est un lieu de sépulture pour certains des membres de la famille de Khéops. Il comprend aussi des mastabas de prêtres des pyramides datant des Ve et VIe dynastie.
Le cimetière de l'est se compose des trois pyramides des reines et d'un certain nombre de mastabas répertoriés cimetière G 7000. Reisner a établi une chronologie pour la construction du cimetière de l'est. La construction des deux premières pyramides de reine, G 1a et G 1b, a probablement commencé dans les années 15-17 du règne de Khéops. Habituellement les pyramides de reine sont construites au sud de la pyramide du roi, mais dans ce cas, une carrière située au sud a obligé le déplacement de la construction des pyramides à l'est du complexe de la pyramide principale.
La première partie du cimetière se compose de douze mastabas construits comme mastabas double. Ils sont disposés en trois rangées de quatre tombes :
- G 7110-7120 Kaouab Ier et Hétep-Hérès II et G 7130-7140 Khoufoukhaf Ier et son épouse Néfertkaou ;
- G 7210-7220 Hordjédef et sa femme et G 7230-7240 ;
- G 7310-7320 Baoufrê et G 7330-7340.

La construction de ces tombes a été datée à environ les 17e-24e années du règne de Khéops. Ce début a ensuite été complété afin de créer huit mastabas doubles par la construction de quatre nouvelles tombes :
- G 7410-7420 Mérésânkh II et Horbaf et G 7430-7440 Minkhâf.

Le reste du cimetière de l'est a été construit autour de ce groupe de huit mastabas jumeaux. Parmi ceux-ci le grand mastaba G 7510 du fils de roi et vizir Ânkhkhâf se distingue par sa taille. La construction de plusieurs autres mastabas peut être daté de l'époque de Khéphren. G 7530 + 7540, le tombeau de Mérésânkh III, contient des inscriptions datant de l'an 13 de ce roi. Le mastaba G 7050, appartenant à Néfertkaou, a également été construit durant le règne de Khéphren. Les ajouts datent de la fin de la IVe, Ve et VIe dynastie et même plus tard.

## Pyramides des reines
La pyramide G 1a a d'abord été considérée comme appartenant à la reine Mérititès Ire mais Mark Lehner a montré que la pyramide appartenait à Hétep-Hérès Ire. Les trois pyramides ont une base carrée mesurant environ quarante-cinq à quarante-neuf mètres de côté ; l'angle d'inclinaison est d'environ 51° 50' pour les trois.
| Htp · t · p | Hr · r | s |

| Htp · t · p | Hr · r | s |

| mr · r | t · t · f | s |

| mr · r | t · t · f | s |

| H | W24 · t | s | n |

| H | W24 · t | s | n |

| Htp · t · p | Hr · r | s |

| Htp · t · p | Hr · r | s |

## Tombes
| N°                   | Pyramide                                 | Nom de l'occupant                            | Titre de l'occupant                                                      | Datation                             | Commentaire |
| -------------------- | ---------------------------------------- | -------------------------------------------- | ------------------------------------------------------------------------ | ------------------------------------ | --- |
| G 7110 +7120         | Double mastaba                           | Kaouab Ier et Hétep-Hérès II                 | Fils aîné du roi                                                         | IVe dynastie (Khéops)                | Fils et fille de Khéops. |
| G 7130 +7140         | Double mastaba                           | Khoufoukhaf Ier et sa femme Néfertkaou       | Fils de roi                                                              | IVe dynastie (Khéops)                | Fils de Khéops. |
| G 7210 +7220         | Double mastaba                           | Hordjédef et sa femme                        | Fils du roi par son corps, Comte, Gardien de Nekhen                      | IVe dynastie (règne de Khéops)       | Fils de Khéops. |
| G 7230 +7240         | Double mastaba                           |                                              |                                                                          | IVe dynastie (Khéops)                | |
| G 7310 +7320         | Double mastaba                           | Baoufrê / Babaef                             | Fils de roi                                                              | IVe dynastie                         | Fils de Khéops. Il est possible que Baoufrê et Babaef soient la même personne. Certains textes attribuent la tombe à Baouefrê, d'autres à Babaef. |
| G 7330 +7340         | Double mastaba                           |                                              |                                                                          | Milieu ou fin de la IVe dynastie     | |
| G 7430 +7440 (LG 61) | Double mastaba                           | Minkhâf                                      | Fils de roi et vizir                                                     | IVe dynastie                         | Minkhâf est un fils de Khéops. |
| G 7410 +7420         | Double mastaba                           | Mérésânkh II et Horbaf                       | Mérésânkh : fille de roi, épouse du roi ; Horbaf : fils de roi           | Fin de la IVe dynastie               | Une fille, Nebtitepitès est mentionnée dans la chapelle. |
| G 7011               | Mastaba en pierre                        | Khnoumouer                                   |                                                                          |                                      | |
| G 7050               | Mastaba en pierre                        | Néfertkaou                                   | Fille de roi                                                             | IVe dynastie                         | Fille de Snéfrou. Mère de Néfermaât et grand-mère de Snéfroukhaf. |
| G 7060 (LG 57)       | Mastaba en pierre                        | Néfermaât                                    | Fils de roi et vizir                                                     | IVe dynastie (Khéphren)              | Fils de Néfertkaou. |
| G 7070 (LG 56)       | Mastaba en pierre                        | Snéfroukhaf                                  | Trésorier du roi de Basse-Égypte, Bouvier des Apis                       | Milieu IVe à Ve dynastie             | Fils de Néfermaât |
| G 7101               | Mastaba en pierre                        | Mérirênéfer dit Kar                          | Surveillant de tous les travaux, Ami fidèle                              | VIe dynastie (Pépi Ier ou ultérieur) | |
| G 7102               | Mastaba en pierre                        | Idou                                         | Surveillant de la grande chapelle, Surveillant des scribes de Mertseger  | VIe dynastie (Pépi Ier ou ultérieur) | |
| G 7111               | Mastaba en pierre                        |                                              |                                                                          | Fin IVe, début Ve dynastie           | |
| G 7112               | Mastaba en briques de terre              |                                              |                                                                          | Ve dynastie (règne de Niouserrê)     | |
| G 7121               | Mastaba en pierre                        |                                              |                                                                          | IVe dynastie ?                       | Des fragments d'ouchebti pour Pahemnetjer, grand prêtre de Ptah à Memphis, y ont été trouvés. |
| G 7133               | Mastaba en pierre                        | Minânkh                                      | Connaissance royale                                                      | Fin IVe dynastie                     | Khoufoukhaf Ier est mentionné dans la tombe. |
| G 7142               | Mastaba en briques de terre              |                                              |                                                                          | Ve à VIe dynastie (?)                | Les noms de Nabeni et de Nebuka apparaissent sur le linteau |
| G 7145 +7147         | Double mastaba                           |                                              |                                                                          |                                      | Le mastaba avait sept arbres d'inhumation |
| G 7148 +7149         | Double mastaba                           |                                              |                                                                          |                                      | Le mastaba avait cinq puits d'enfouissement |
| G 7150               | Mastaba en pierre                        | Khoufoukhaf II et sa femme Khentkaous        | Khentkaous est fille de roi par son corps                                | Ve dynastie (règne de Niouserrê)     | Probablement un fils de Khoufoukhaf Ier. |
| G 7152               | Mastaba en pierre                        | Sekhemânkhptah                               |                                                                          | Fin de la Ve ou VIe dynastie         | |
| G 7211               | Mastaba en pierre                        |                                              |                                                                          |                                      | Il y a seize arbres de sépulture. Les noms de Mererou et Ipty sont inscrits sur un linteau (réutilisé dans les toitures de l'arbre G 7214 B) et d'Inkaf (juge, inspecteur des scribes arbre G 7214 A) |
| G 7214               | Mastaba en pierre et briques             | Kaemânkh                                     |                                                                          | Fin de la Ve ou VIe dynastie         | |
| G 7215               | Tombe taillée dans le roc                | Bendjet ?                                    |                                                                          | VIe dynastie ?                       | Bendjet est la fille d'Idu (G 7102) et probablement la sœur de Qar (G 7101). Le nom de Nebit, épouse de Qar est inscrit sur un chambranle de porte. Les noms de Nebenheb, Nedjfou sont inscrits sur un appuie-tête. Les noms de Nefrethakhoufou et Ouabha sont également mentionnés dans les inscriptions. |
| G 7244 +7246         | Double mastaba                           | Khouenptah                                   |                                                                          | Ve dynastie                          | Intkaes, la mère de Khouenptah, et son mari Khenout sont mentionnés. |
| G 7248               | Décombres de mastaba en pierre           | Mestjou ?                                    | ka-priest                                                                | Ve ou VIe dynastie                   | Mestjou n'est peut pas être le véritable occupant. Il est le propriétaire d'une fausse porte qui le représente avec sa femme et sa fille Nebouhetep Khenout. |
| G 7249               | Mastaba en pierre et briques             | Menib                                        |                                                                          | IVe ou Ve dynastie                   | |
| G 7331 +7332         | Double mastaba                           |                                              |                                                                          |                                      | |
| G 7350               | Mastaba en pierre                        | Hétep-Hérès II (?)                           |                                                                          | Fin de la IVe dynastie               | Kaouab Ier, Djédefrê et Hétep-Hérès II sont mentionnés sur les inscriptions. |
| G 7391               | Mastaba en pierre                        | Iteti et sa femme Senetânkh                  |                                                                          | Ve dynastie                          | Sont mentionnés dans la tombe : des fils de Iteti Ouashkakhâfrê, Iteti, et Ouerkaukhâfrê, et une fille nommée Autib. On trouve également son frère et sa sœur Khâfrêânkh Roudj. |
| G 7411               | Mastaba en pierre                        | Kaemtjenenet et sa femme Hathornéfer         |                                                                          | Ve dynastie                          | |
| G 7413               | Tombe rupestre en pierre                 | Niânkh-Khoufou                               |                                                                          |                                      | |
| G 7432               | Mastaba en pierre                        | Qar                                          |                                                                          | Fin de la Ve dynastie                | |
| G 7509               | Shafts only                              | Meresânkh Isi                                |                                                                          |                                      | |
| G 7510               | Mastaba en pierre                        | Ânkhkhâf et sa femme Hétep-Hérès             | Ânkhkhâf : fils de roi et vizir                                          | IVe dynastie                         | Hétep-Hérès est la fille de Snéfrou et Hétep-Hérès Ire. |
| G 7511               | Mastaba en pierre                        |                                              |                                                                          | Période ptolémaïque                  | Ouchebti pour Djedhor et Isetreshet |
| G 7512               | Mastaba en briques de terre              | Maâkherou                                    |                                                                          | Ve - VIe dynastie                    | |
| G 7521               | Mastaba en briques de terre              | Nihetep-ptah Hepi                            | Inspecteur des agents de palais de la Grande Maison                      |                                      | Sa femme : Imty ; ses sœurs : Inty, Teti et Mérésânkh ; ses fils : Sesiheryib, Sesikhemetnou, Sesiwer ; ses filles : Ouehemrê, Shefetnet, Henenti et Nebet. |
| G 7523               | Mastaba en pierre                        | Sedaf Iby                                    | Surveillant des deux Chambres, directeur de la vaste salle               | Ve - VIe dynastie                    | |
| G 7524               | Mastaba en pierre                        | Kay                                          | Juge et administrateur, surveillant des commissions                      | XXVIe dynastie                       | |
| G 7530 +7540         | Mastaba en pierre                        | Mérésânkh III                                | Fille de roi                                                             | Fin de la IVe dynastie               | Mérésânkh est la fille de Kaouab Ier et femme de Khéphren. Des graffiti mentionnant des années ont été relevés dans la tombe |
| G 7550 (LG 58)       | Mastaba en pierre                        | Douaenhor                                    | Fils de roi                                                              | IVe dynastie                         | |
| G 7560               | Mastaba en pierre                        |                                              |                                                                          | Milieu ou fin de la IVe dynastie     | |
| G 7631               | Mastaba en pierre                        | Ninefer                                      |                                                                          | Ve - VIe dynastie                    | |
| G 7632               | Mastaba en pierre                        |                                              |                                                                          | Période tardive                      | Les personnes attestées dans la tombe sont : Nesiptah, Tashamsha, Ouahibrê, Ahmose, Ânkhenès-(?), Hetepef-hesou-(?), Psamtik-seneb, Ouadjetirdis, Ânkhtef et Isiskhebit. |
| G 7650               | Mastaba en pierre                        | Akhethotep et sa femme Mérititès II          | Akhethotep : directeur du palais ; Mérititès : fille du roi de son corps | IVe dynastie                         | Mérititès est une fille de Khéops. |
| G 7660 (LG 59)       | Mastaba en pierre                        | Kaemsekhem                                   | Fils de roi                                                              | Fin de la IVe dynastie               | Fils de Kaouab Ier. |
| G 7690               | Mastaba en pierre                        | Ioui                                         | Inspecteur des prêtres du ka                                             | Ancien Empire                        | |
| G 7710               | Tombe rupestre en pierre                 | Iby                                          | Connaissance royale, scribe juridique, secrétaire                        | Ve - VIe dynastie                    | |
| G 7711               | Tombe taillée dans le roc                | Khnumdjedef                                  | Fils de roi                                                              | Ve - VIe dynastie                    | |
| G 7721               | Tombe taillée dans le roc                | Kakherptah                                   |                                                                          | Ve dynastie                          | |
| G 7750               | Mastaba en pierre                        |                                              |                                                                          | Milieu ou fin de la IVe dynastie     | Khenuka et Kamenekh, fils de l'occupant, sont mentionnés. |
| G 7757               | Mastaba en pierre                        | Khéperrê                                     | Général (Surveillant de l'armée)                                         | Période ptolémaïque                  | Sa mère Tashereteniset a été enterré ici aussi. Le sarcophage est actuellement au Musée des Beaux-Arts de Boston |
| G 7760 (LG 60)       | Mastaba en pierre                        | Mindjedef                                    | Fils de roi                                                              | IVe dynastie                         | Mindjedef est un fils de Kaouab Ier. |
| G 7772               | Mastaba en pierre                        |                                              |                                                                          | Ve dynastie                          | |
| G 7788               | Mastaba en pierre                        |                                              |                                                                          | XVIIIe dynastie                      | |
| G 7792               | Mastaba en pierre                        |                                              |                                                                          | XXVIe dynastie                       | Des ouchebti ont été trouvés portant les noms de Ouahibrê, Denitptah, Denitenkhonsou, Tasheri-ihet et Patjenef. Une statue d'Osiris est maintenant au Musée des Beaux-Arts de Boston |
| G 7803               | Tombe taillée dans le roc                |                                              |                                                                          | Ve - VIe dynastie                    | Des graffiti mentionnant les dates ont été trouvés dans la tombe |
| G 7809               | Décombres de mastaba en briques de terre | Reti                                         | Connaissance royale, Intendant des prêtres du ka                         | Ve dynastie                          | |
| G 7810               | Mastaba en pierre                        | Djati                                        | Fils de roi                                                              | Fin IVe ou début Ve dynastie         | |
| G 7814               | Tombe taillée dans le roc                | Kaaper                                       |                                                                          | Ve - VIe dynastie                    | |
| G 7815               | Tombe taillée dans le roc                | Hapennebti                                   |                                                                          | Ve - VIe dynastie                    | |
| G 7820               | Mastaba en pierre                        | Néfertkaou III et son mari Iynefer           |                                                                          | Fin IVe - début Ve dynastie          | Néfertkaou est peut-être une fille de Mérésânkh II. |
| G 7821               | Tombe taillée dans le roc                | Néferseshemptah Sheshi et sa femme Mérésânkh | Connaissance royale, intendant de la Grande maison                       | Ve - VIe dynastie                    | |
| G 7822               | Tombe taillée dans le roc                | Mesou et sa femme Néferdjès                  |                                                                          | Ve - VIe dynastie                    | |
| G 7836               | Tombe taillée dans le roc                | Nebtyherkaous                                |                                                                          | Ve dynastie                          | |
| G 7837 +7843         | Tombe taillée dans le roc                | Ânkhmarê                                     |                                                                          | Première moitié de la Ve dynastie    | Deux mastabas distincts sont combinés en un seul |
| G 7851               | Tombe taillée dans le roc                | Ouermerou et sa femme Isoutkaou              | prêtre-ouab royal, prêtre de Heka, prêtre de Snéfrou, prêtre de Khéphren | Fin Ve - VIe dynastie                | |
| G 7911               | Mastaba en briques de terre              | Nikhasoutnisout                              | Scribe, prêtre du ka                                                     | Ve - VIe dynastie                    | |
| G 7946               | Mastaba en briques de terre              | Nefou et sa femme Khenmetsetjou              |                                                                          | Ve - VIe dynastie                    | |
| G 7948 (LG 75)       | Tombe taillée dans le roc                | Khafrêânkh et sa femme Nikahor               |                                                                          | Ve dynastie ou ultérieur             | |